# Obernburg am Main
Obernburg (amtlich: Obernburg a.Main, lokal: Omborsch) ist eine Stadt im unterfränkischen Landkreis Miltenberg und liegt an der Mündung der Mümling, die im unteren Lauf auch Mömling genannt wird, in den Main am östlichen Fuße des Odenwalds.

## Geographie

### Gelände
Obernburg ist durch zwei Höhenzüge im Süden und im Nordwesten des Stadtgebiets begrenzt. Der südliche Höhenzug, der sogenannte „Obernburger Stadtwald“ wird forstwirtschaftlich genutzt. In Richtung des Gemeindeteils Eisenbach geht die Nutzung – bei langsam flacher werdender Topographie – in landwirtschaftliche Nutzfläche über. Die Ufer der Mümling und des Mains werden hauptsächlich als Siedlungsgebiet genutzt. Der nordwestliche Höhenzug ist nur noch teilweise bewaldet. Auf diesem Höhenzug hat sich eine landwirtschaftliche Nutzung etabliert.
Der topographisch höchste Punkt des Stadtgebiets ist der sogenannte Querberg mit 345 m ü. NHN, der niedrigste liegt am Main auf 116,5 m ü. NHN.

### Lage der Stadt
Obernburg liegt auf der linken Mainseite, an der Mündung der Mümling in den Main, ungefähr auf halbem Weg zwischen der Kreisstadt Miltenberg und der kreisfreien Stadt Aschaffenburg.
Die Stadt grenzt im Norden an die Gemeinde Großwallstadt. Im Süden der Stadt liegt die Stadt Wörth a. Main. Im Südwesten und Westen grenzen die hessischen Gemeinden im östlichen Odenwaldkreis –  Lützelbach und Breuberg – an die Kommune an. Die nordwestliche Nachbargemeinde Mömlingen bezeichnet sich als „das Tor zum Odenwald“. Über dem Main, im Osten, liegt der Markt Elsenfeld und südlich davon die Stadt Erlenbach a. Main.

### Gemeindegliederung
Es gibt vier Gemeindeteile (in Klammern ist der Siedlungstyp angegeben):
- Eisenbach (Pfarrdorf)
- Lauterhof (Einöde)
- Neustädterhof (Einöde)
- Obernburg (Hauptort)

Es gibt die Gemarkungen Obernburg a.Main und Eisenbach.

## Name

### Etymologie
Der Name Obernburg setzt sich zusammen aus den althochdeutschen Wörtern oboro, im Sinne von höher oder weiter oben gelegen, und burc für einen befestigten Ort. Als Erklärung ergibt sich daraus weiter talaufwärts (als Niedernburg, heute Niedernberg) gelegener, befestigter Ort.

### Frühere Schreibweisen
Frühere Schreibweisen des Ortes aus diversen historischen Karten und Urkunden:
- 1183 Ouerenburch
- 1184 Obirinburc[9]
- 1259 Oberenburg
- 1279 Obernburg

## Bevölkerung

### Bevölkerungsentwicklung

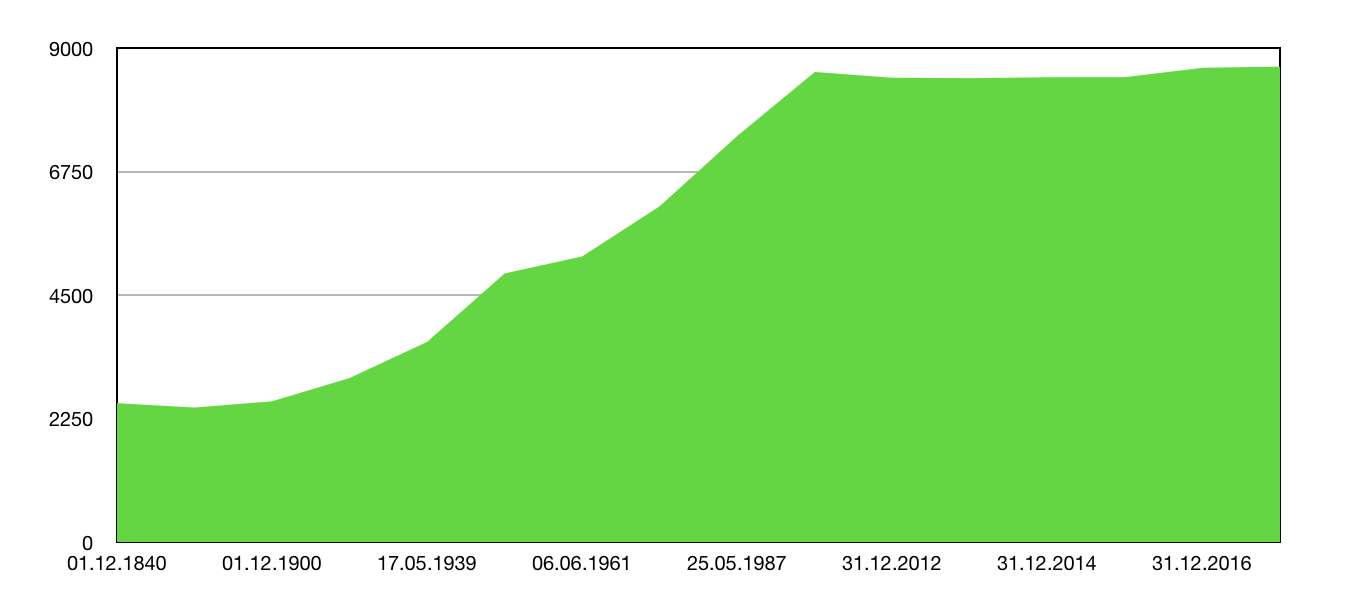
Bevölkerungsentwicklung von Obernburg am Main

Obernburgs Bevölkerung lag bei der ersten offiziellen Aufzeichnung, dem Zensus vom 1. Dezember 1840, bei 2534 Einwohnern. Im Laufe des 19. Jahrhunderts stagnierte die Einwohnerzahl – trotz des Status der Stadt als königlich bayerisches Amtsgericht – auf diesem Niveau. Erst mit Beginn des 20. Jahrhunderts stiegen Einwohnerzahlen stetig an. Hatte die Stadt 1900 noch 2568 Bewohner, waren es 1925 schon 2992 und 1939 lebten schon 3651 Menschen in Obernburg. Nach Ende des Zweiten Weltkrieges stieg die Bevölkerungszahl erneut. Insbesondere geschah dies, da Kriegsvertriebene in Obernburg angesiedelt wurden. Die Benennung zweier Straßen im damaligen Neubaugebiet in Sudetenstraße und der Schlesierstraße belegen diesen Anstieg der Einwohnerzahlen auf nunmehr 4899 Einwohner 1950. Der Babyboom der 1950er und 60er Jahre bescherte Obernburg einen weiteren Anstieg der Bevölkerung, so dass am 27. Mai 1970 – dem letzten Zensus vor der Eingemeindung Eisenbachs – 6124 Menschen in Obernburg lebten. Bei der nächsten Zählung im Jahr 1987 lag die gemeinsame Bevölkerungszahl bei 7405 Bewohnern.
Der Zensus 2011 stellte einen Bevölkerungsstand von 8571 Einwohnern fest. Seit diesem Zeitpunkt wuchs die Stadt nur noch leicht auf 8647 Einwohner 2016.
Im Zeitraum 1988 bis 2018 stieg die Einwohnerzahl von 7486 auf 8712 um 1226 Einwohner bzw. um 16,4 %.
Quelle: BayLfStat

### Religionen
Die Bevölkerung der Stadt Obernburg ist traditionell christlich geprägt. Dies belegen die Zahlen zur Religionszugehörigkeit in 2011. Dort gaben von 8571 Einwohnern 5124 Menschen oder 59,8 Prozent der Einwohner an, der katholischen Konfession anzugehören und weitere 1158 Menschen, entspricht 13,5 Prozent der Einwohner, bekannten sich zur evangelisch-lutherischen Kirchengemeinschaft. Erwähnenswert ist jedoch, dass der Anteil der katholischen Bevölkerung sowohl prozentual als auch nominal abgenommen hat und der Anteil der evangelischen Christen nominell stieg. So waren 1987 noch 5757 Menschen (entsprach damals 77,7 Prozent der Einwohner) Mitglied der katholischen Kirche und nur 992 (entsprach 13,4 Prozent der Einwohner) waren Mitglied der evangelischen Gemeinde.

### Bevölkerungsstruktur
Obernburg verzeichnete beim letzten Zensus 2011 einen Ausländeranteil (Bevölkerung ohne deutsche Staatsangehörigkeit) von 7,9 Prozent oder 676 Einwohnern. Dies deckt sich mit dem bundesdeutschen Schnitt im selben Jahr, der ebenfalls bei 7,9 Prozent der Einwohner lag und war damit geringfügig unter dem bayerischen Landesdurchschnitt von 8,5 Prozent der Bevölkerung.
Obernburg kann mit einer hohen Kaufkraft im Vergleich zu seiner Umgebung aufwarten. So weist die Obernburger Bevölkerung eine um rund 15 Indexpunkte höhere Kaufkraftkennziffer als die beiden in etwa gleich großen Nachbarorte Elsenfeld und Erlenbach auf. Die Kaufkraft Obernburgs ist ebenfalls höher als die des gesamten Landkreises Miltenberg und ist sogar etwas höher als die Kaufkraft der Stadt Aschaffenburg und bewegt sich etwa auf dem Niveau des Landesdurchschnitts in Bayern.

## Geschichte

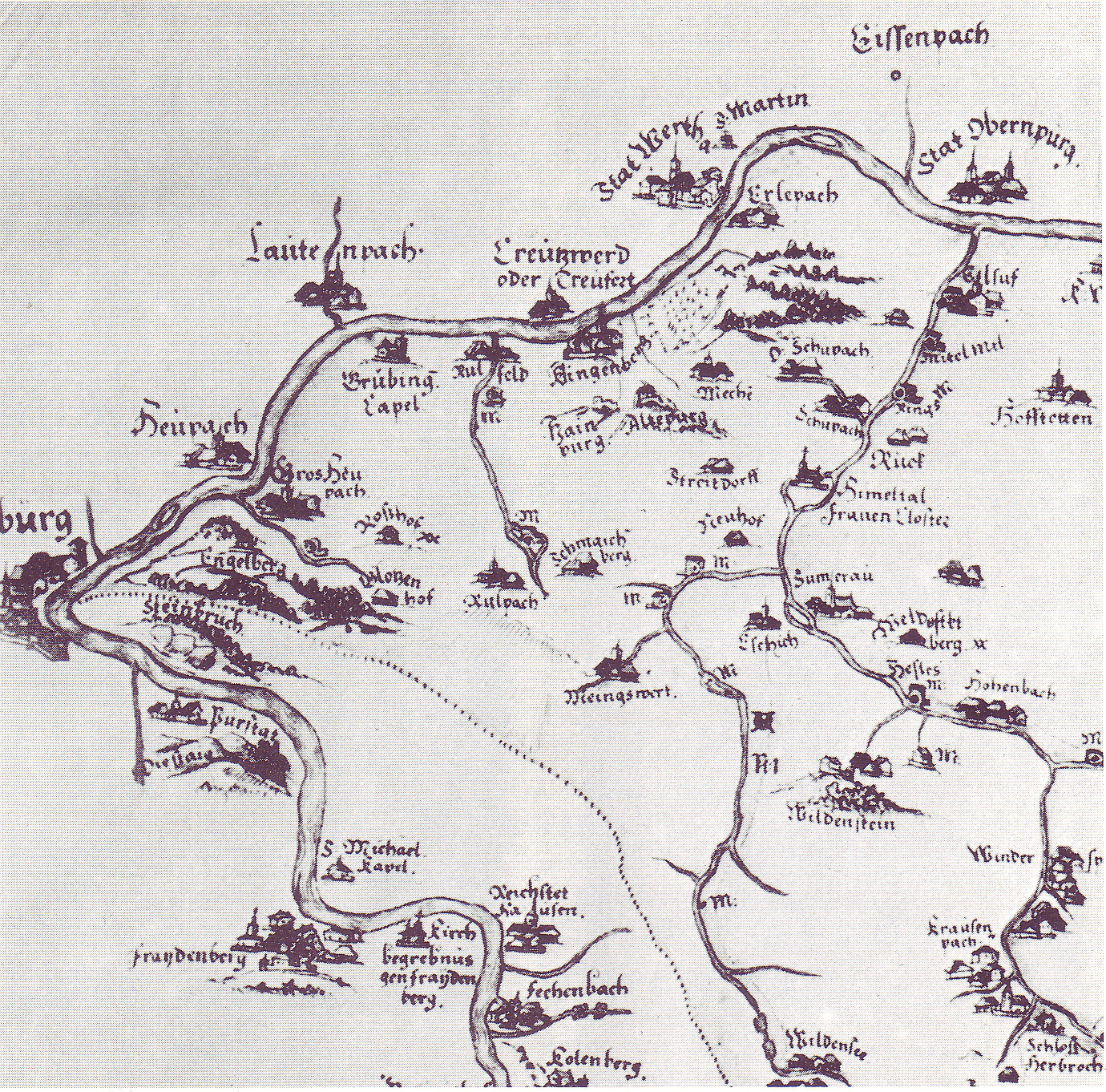
Obernburg und Eisenbach in der Spessartkarte von Paul Pfinzing von 1594 (Norden ist rechts)

### Römische Besiedelung
Um 107/110 n. Chr. wurde von den Römern das Kastell Obernburg als Außenposten und zur Grenzsicherung des Nassen Limes errichtet. Nach einer Spekulation der Lokalforschung wurde die Befestigungsanlage auch Nemaninga genannt. Im Weichbild der Altstadt Obernburgs zeichnen sich noch heute die wichtigsten Lagerstraßen des Kastells ab. Die römischen Truppen blieben bis um 260/275 n. Chr. Anschließend besiedelten im Zuge der Völkerwanderung germanische Stämme, insbesondere Alemannen, den Platz.

### Mittelalter und Erhebung zur Stadt
Aus dem frühen Mittelalter finden sich keine Überlieferungen, erst ab 1183 tauchen wieder Schriften über das Dorf Ouerenburch auf. In diesem Jahr schenkte ein gewisser Pfarrer Heinrich dem Stift Aschaffenburg Revenuen an Obernburger Weinbergen. 1184 werden dem Stift Aschaffenburg und dessen Propst Wortwin Besitzungen (Hof, Kirche und Zehnt) in Obernburg (Obirinburc) durch Papst Lucius III. bestätigt. Insbesondere durch einen 1282 ausgetragenen Streit zwischen den Herren von Klingenberg und dem Collegiatsstift Aschaffenburg, welche beide große Besitzungen in Obernburg innehatten, fand der ansonsten bis dahin eher unbedeutende Ort Eingang in die Geschichtsschreibung.
Am 25. März 1313 wurde Obernburg durch den Mainzer Erzbischof Peter von Aspelt zur Stadt erhoben. Die Bestätigung der Stadtrechte durch König Ludwig den Bayern erfolgte am 27. Juli 1317 in einer in Aschaffenburg ausgestellten Urkunde. Die Erhebung zur Stadt durch den Mainzer Erzbischof erfolgte wohl aus taktischen Überlegungen um die Besitzungen der Kurmainzer am Untermain zu sichern und deren Macht und Reichtum auszubauen.

### Obernburg kommt zu Bayern
Bis zum Reichsdeputationshauptschluss im Jahre 1803 gehörte Obernburg zum Mainzer Kurfürstentum, im Anschluss daran zum neu gegründeten Fürstentum Aschaffenburg, welches 1810 im Großherzogtum Frankfurt aufging. Im Jahr 1814 kam Obernburg zum Königreich Bayern. Im Jahr 1861 wird die Stadt Sitz des Bezirksamtes und des Amtsgerichts Obernburg.

### 20. Jahrhundert
Während der Revolution 1918 wird auch in Obernburg ein Arbeiter- und Bauernrat gebildet. Dessen Vorsitzender wird der Gastwirt Johann Elbert (USPD). Von Februar bis März 1919 übernimmt ein revolutionärer Aktionsausschuss unter Elberts Leitung die Macht im Bezirksamt. Elberts Versuch, Anfang April 1919 auch in Obernburg die Räterepublik auszurufen, misslingt.
1939 wurden die bayerischen Bezirke in Landkreis, die Bezirksämter in Landratsamt umbenannt. Obernburg war nun Verwaltungssitz des gleichnamigen Landkreises Obernburg. Ende des Zweiten Weltkrieges wurde Obernburg 1945 von amerikanischen Truppen besetzt und gehörte nun zur amerikanischen Besatzungszone. Die Amerikaner richteten in Obernburg ihre Militärregierung für den Landkreis ein, deren Chef Captain B. H. Logan wurde.
Der Gemeindename lautet seit dem 17. Juli 1961 Obernburg am Main.
Der Landkreis Obernburg wurde im Zuge der Gebietsreform in Bayern zum 30. Juni 1972 aufgelöst und ging in den neu gebildeten Landkreis Miltenberg über.

### Eingemeindungen
Im Zuge der Gebietsreform in Bayern wurde am 1. Mai 1978 die Gemeinde Eisenbach eingemeindet.

## Politik

### Stadtrat
Die Kommunalwahl vom 15. März 2020 führten zu folgendem Ergebnis:
| Stadtratswahl Obernburg am Main 2020Wahlbeteiligung: 60,2 % 403020100 37,4 %24,1 %18,6 %13,6 %6,4 %n. k. % CSUFWGrünecALdSPDeSPD/GrüneGewinne und Verlusteim Vergleich zu 2014 %p 20 15 10 5 0 −5−10−15−20−25−6,8 %p+8,0 %p+18,6 %p−4,0 %p+6,4 %p−22,1 %pCSUFWGrüneALSPD/GrüneAnmerkungen:c 2014: zusammen mit SPDd Aktive Listee 2014: zusammen mit Grüne | Sitzverteilung im Stadtrat Obernburg am Main seit 2020Insgesamt 20 Sitze - SPD: 1 - Grüne: 4 - AL: 3 - FW: 5 - CSU: 7 |

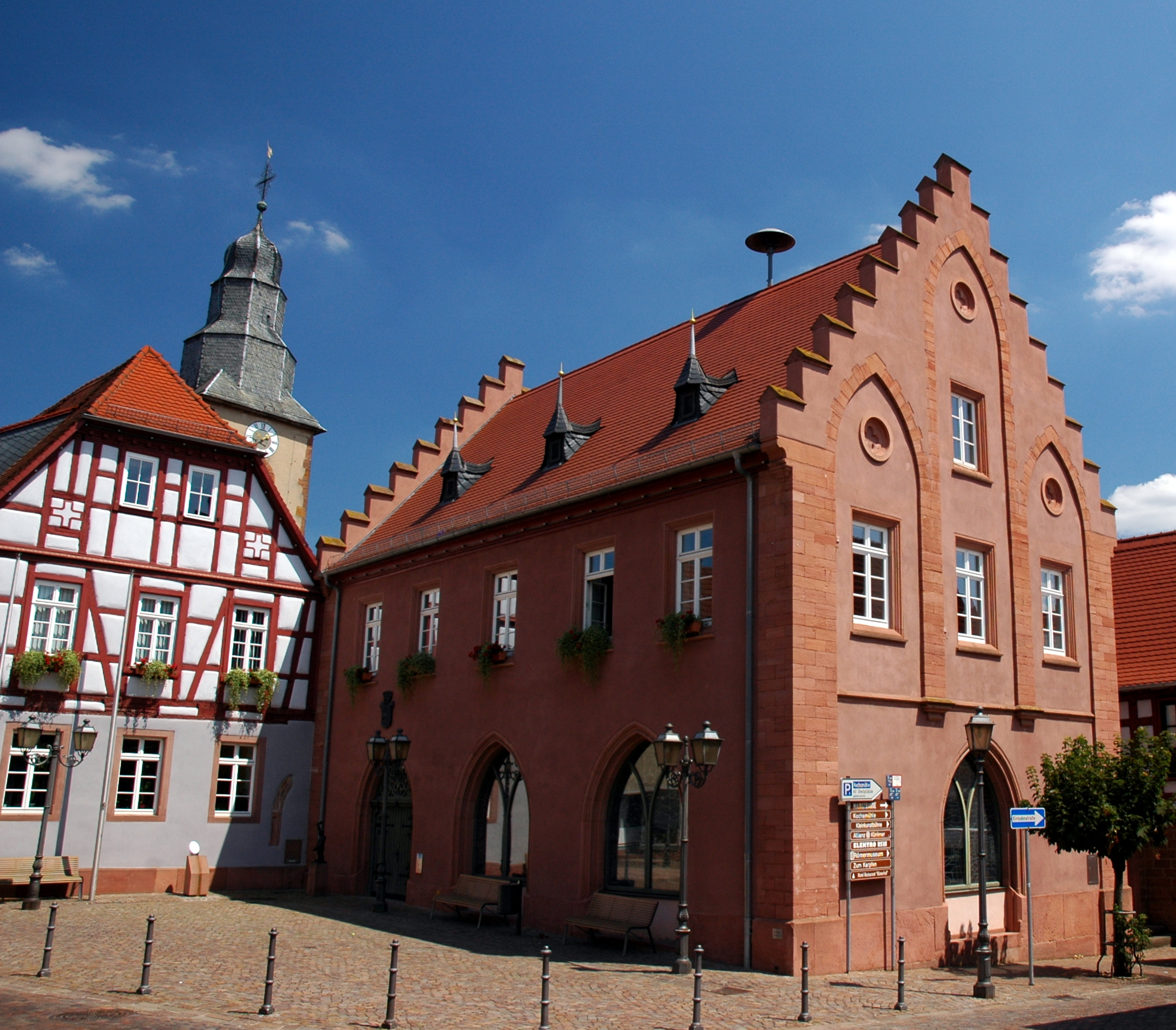
Rathaus Obernburg am Main

Die letzten Ergebnisse sind in dieser Tabelle dargestellt:
| Parteien und Wählergemeinschaften | Parteien und Wählergemeinschaften                             | % 2020 | Sitze 2020 | % 2014 | Sitze 2014 | % 2008 | Sitze 2008 |
| CSU                               | Christlich-Soziale Union in Bayern                            | 37,3   | 7          | 44,2   | 9          | 38,4   | 8          |
| FW                                | Freie Wähler                                                  | 24,1   | 5          | 16,1   | 3          | 13,8   | 3          |
| Grüne                             | Bündnis 90/Die Grünen                                         | 18,6   | 4          | —      | —          | 9,1    | 2          |
| AL                                | Aktive Liste                                                  | 13,6   | 3          | 17,6   | 4          | 21,3   | 4          |
| SPD                               | Sozialdemokratische Partei Deutschlands                       | 6,4    | 1          | —      | —          | 17,3   | 3          |
| SPD/Grüne                         | Sozialdemokratische Partei Deutschland/ Bündnis 90/Die Grünen | —      | —          | 22,1   | 4          | —      | —          |
| Gesamt                            | Gesamt                                                        | 100,0  | 20         | 100,0  | 20         | 100,0  | 20         |
| Wahlbeteiligung in %              | Wahlbeteiligung in %                                          | 60,2   | 60,2       | 59,2   | 59,2       | 62,4   | 62,4       |

### Europawahl
Bei der Europawahl 2019 errangen in Obernburg die CSU 37,71 %, SPD 10,61 %, Grüne 20,48 %, AfD 8,6 % und sonstige Parteien 22,59 %. Die Wahlbeteiligung lag bei 60,74 %.
Bei der Europawahl 2014 erhielten die CSU 42,11 %, SPD 21,17 %, Die Grünen 11,35 %, AfD 7,95 % und sonstige 17,42 %. Die Wahlbeteiligung lag bei 40,64 %.

### Bürgermeister
| - 1869–1887: Peter Kreß - 1887–1894: Eduard Deckelmann - 1894–1919: Eduard Deckelmann - 1919–1933: Heinrich Wörn - 1933–1937: Hans Bräunig - 1938–1945: Heinrich Störrlein (NSDAP) | - 1945–1945: Anton Reis - 1945–1964: Willy Nees - 1964–1975: Valentin Ballmann (FDP) - 1975–2002: Wendelin Imhof (CSU) - 2002–2014: Walter Berninger (CSU) - seit 02014: Dietmar Fieger (CSU) |

### Städtepartnerschaft
Obernburg ist Partnerstadt von Aszód in Ungarn.

### Wappen
| Wappen von Obernburg am Main | Blasonierung: „In Silber auf grünem Boden stehend ein roter Hirsch, der eine goldene Traube mit grünem Rebstück im Maul trägt; links davon ein vom Schildrand angeschnittener grüner Laubbaum.“ |
| Wappen von Obernburg am Main | Wappenbegründung: Der Hirsch symbolisiert die Jagdberechtigung, der Laubbaum den Waldbesitz und der Rebzweig den Weinbau. Das erste Obernburger Wappen ist durch Siegelführung seit 1465 belegt. In diesem führte die Stadt noch das Mainzer Rad. Im Zuge des Anschlusses an das Königreich Bayern musste diese Verbindung mit den vormaligen Landesherren gekappt werden. Deshalb führt die Stadt seit 1819 das derzeitige Wappen. |

## Wirtschaft und Infrastruktur

### Wirtschaft

#### Landwirtschaftliche und handwerkliche Prägung
Obernburgs Wirtschaft war bis Anfang des 20. Jahrhunderts vornehmlich landwirtschaftlich und handwerklich geprägt. Ein begehrter Rohstoff stellt seit der Römerzeit der rote Sandstein oder Buntsandstein dar, welcher rund um Obernburg vorkommt. Die Römer nutzten ihn für den Bau von Befestigungsanlagen oder die Erzeugung von Weihe- und Grabsteine, was regelmäßig durch Funde in Obernburg belegt wird. Jedoch wurde der Buntsandstein und seine schöne Farbe auch nach dieser Zeit geschätzt und abgebaut – so beispielsweise beim Bau des Aschaffenburger Schlosses. Die Tradition des Abbaus von Buntsandstein hielt sich bis Anfang des 20. Jahrhunderts, bis dieser Industriezweig aufgrund der Nutzung moderner Baustoffe aufgegeben wurde. Bei einem Rundgang durch die Altstadt Obernburgs können jedoch noch Sandsteinhäuser bewundert werden. Zudem sind viele der typischen Gewölbekeller in Obernburg aus Buntsandstein hergestellt.
Landwirtschaftlich spielte seit dem Mittelalter der Weinbau eine große Rolle, welcher sich aber schließlich zugunsten des Obstanbaus veränderte. Im Jahr 1890 wurde im Zuge dessen die Obstverwertungsgenossenschaft Obernburg (OVGO) gegründet, welche sich zu einem bedeutenden Zentrum der Obstverarbeitung und des Obsthandels am Untermain entwickeln sollte und das Eingangsbild zur Stadt für Jahrzehnte prägte.

#### Späte Industrialisierung
Mit Gründung der Bayerischen Glanzstoff-Fabrik AG 1919 auf dem gegenüberliegenden Mainufer industrialisierte sich die Stadt jedoch langsam. Heute trägt dieses Industriegelände den Namen Industrie Center Obernburg (ICO). Auf dem Gelände werden traditionsgemäß verschiedene Arten von Chemiefasern produziert. Daneben sind am Standort aber auch zahlreiche kleine Unternehmen verschiedener Branchen zu finden. Diese nutzen die Vorteile des Standorts mit der optimalen Verkehrsanbindungen an den Wirtschaftsraum Frankfurt, welche durch den historischen Industrieeisenbahnanschluss, die Schiffsanlegestelle am Main und den vierspurigen Autobahnzubringer B 469 gesichert ist. Obwohl das Industrie Center den Namen Obernburg trägt und dies auch der Ort der Postanschrift ist, befindet es sich ausschließlich auf den Gemarkungen der Gemeinden Erlenbach am Main und Elsenfeld.

#### Heute
Das einzige Industriegebiet auf Obernburger Gemarkung liegt nahe dem Stadtteil Eisenbach im Süden der Stadt und ist durch die Bundesstraße 469 und die Bundesstraße 426 direkt zu erreichen. Vielfältige mittelständische Industrie- und Dienstleistungsunternehmen haben sich dort angesiedelt. Größtes und international bekanntes Unternehmen ist hier die 2014 von der KUKA übernommene Reis Robotics.

### Infrastruktur

#### Bundesstraßen
Die Stadt liegt mit drei Anschlussstellen an der Bundesstraße 469. An der Anschlussstelle Obernburg-Süd beginnt die Bundesstraße 426, welche den nördlichen Odenwald durchquert und in Gernsheim am Rhein endet.

#### Eisenbahn
Der Bahnhof Obernburg-Elsenfeld liegt an der Bahnstrecke Aschaffenburg–Miltenberg. Einst zweigte hier die Bahnstrecke Obernburg-Elsenfeld–Heimbuchenthal ab, die seit 1968 stillgelegt ist.

#### Mainbrücken
Die Mainbrücke Obernburg/Elsenfeld (Staatsstraße 2308) für Kraftfahrzeuge, Fahrräder und Fußgänger und zusätzlich eine Fußgängerbrücke (auch für Radfahrer zugelassen) überspannen den Main und verbinden Obernburg mit dem gegenüberliegenden Elsenfeld.

### Öffentliche Einrichtungen

#### Ämter und Behörden
In Obernburg befinden sich aus historischen Gründen eine Vielzahl von Ämtern und Behörden.
- Amtsgericht Obernburg
- Polizeiinspektion Obernburg
- Zweigstelle der Agentur für Arbeit
- Finanzamt Obernburg mit Außenstelle Amorbach
- Finanzamt Nürnberg-Nord Bearbeitungsstelle Obernburg
- Dienststelle des Landratsamts Miltenberg
- KfZ-Zulassungsstelle

So ist das Amtsgericht Obernburg die für den Landkreis Miltenberg zuständige Gerichtsbarkeit. Die Polizeiinspektion Obernburg ist für den ehemaligen Landkreis Obernburg, ohne Pflaumheim und Wenigumstadt – also den heutigen Norden des Landkreises Miltenberg, zuständig. Außerdem hat die Agentur für Arbeit eine Zweigstelle in der Stadt. Das Finanzamt Obernburg mit Außenstelle Amorbach ist das zuständige Finanzamt des Landkreises Miltenberg. Das Landratsamt Miltenberg unterhält ebenfalls aus historischen Gründen eine Dienststelle in der ehemaligen Kreisstadt – weshalb sich unter anderem noch eine KfZ-Zulassungsstelle in Obernburg befindet. Als alte Kreisstadt war Obernburg außerdem früher Sitz des Landgerichts Obernburg.

#### Bildungseinrichtungen
Obernburg präsentiert sich zudem als wichtiger Standort für Bildungseinrichtungen.
- Johannes-Obernburger-Grundschule
- Mittelschule Obernburg a. Main[51]
- Main-Limes-Realschule[52]
- Berufliche Oberschule Obernburg – Fachoberschule und Berufsoberschule[53]
- Staatliche Berufsschule Miltenberg-Obernburg[54]
- Dr.-Albert-Liebmann-Schule – Schule zur Sprachförderung[55]
- Musikschule Obernburg[56]

Zu den Allgemeinbildenden Schulen in Obernburg gehören die Johannes-Obernburger-Grundschule, die Mittelschule Obernburg a. Main und die Main-Limes-Realschule. Berufsbildende Schulen sind die Staatliche Berufsschule Miltenberg-Obernburg, die Berufsfachschule für Kaufmännische Assistenten und die Berufliche Oberschule Obernburg. Ansonsten befinden sich noch die Dr.-Albert-Liebmann – Schule zur Sprachförderung und eine Musikschule in Obernburg.

#### Sonstige Einrichtungen
In Obernburg befinden sich drei Kindertagesstätten – die KiTa „Abenteuerhaus“, die KiTa „Altstadt“ und die KiTa „Sonnenhügel“. Daneben befinden sich in Obernburg eine städtische Bücherei, zwei Feuerwachen, zwei katholische und eine evangelisch-lutherische Kirche und zwei Friedhöfe.

## Tourismus

### Sehenswürdigkeiten

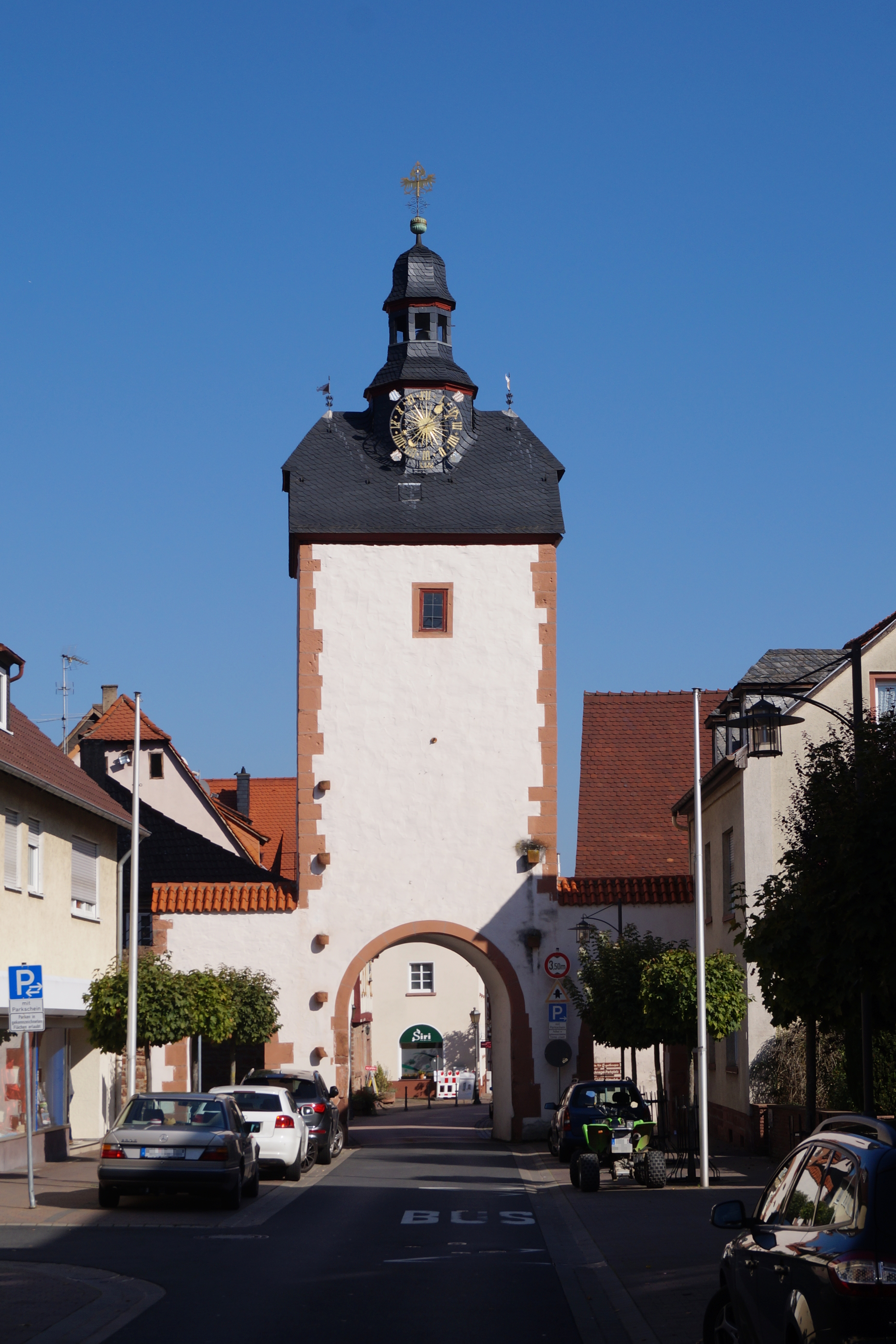
Oberes Tor, Außenansicht 2015

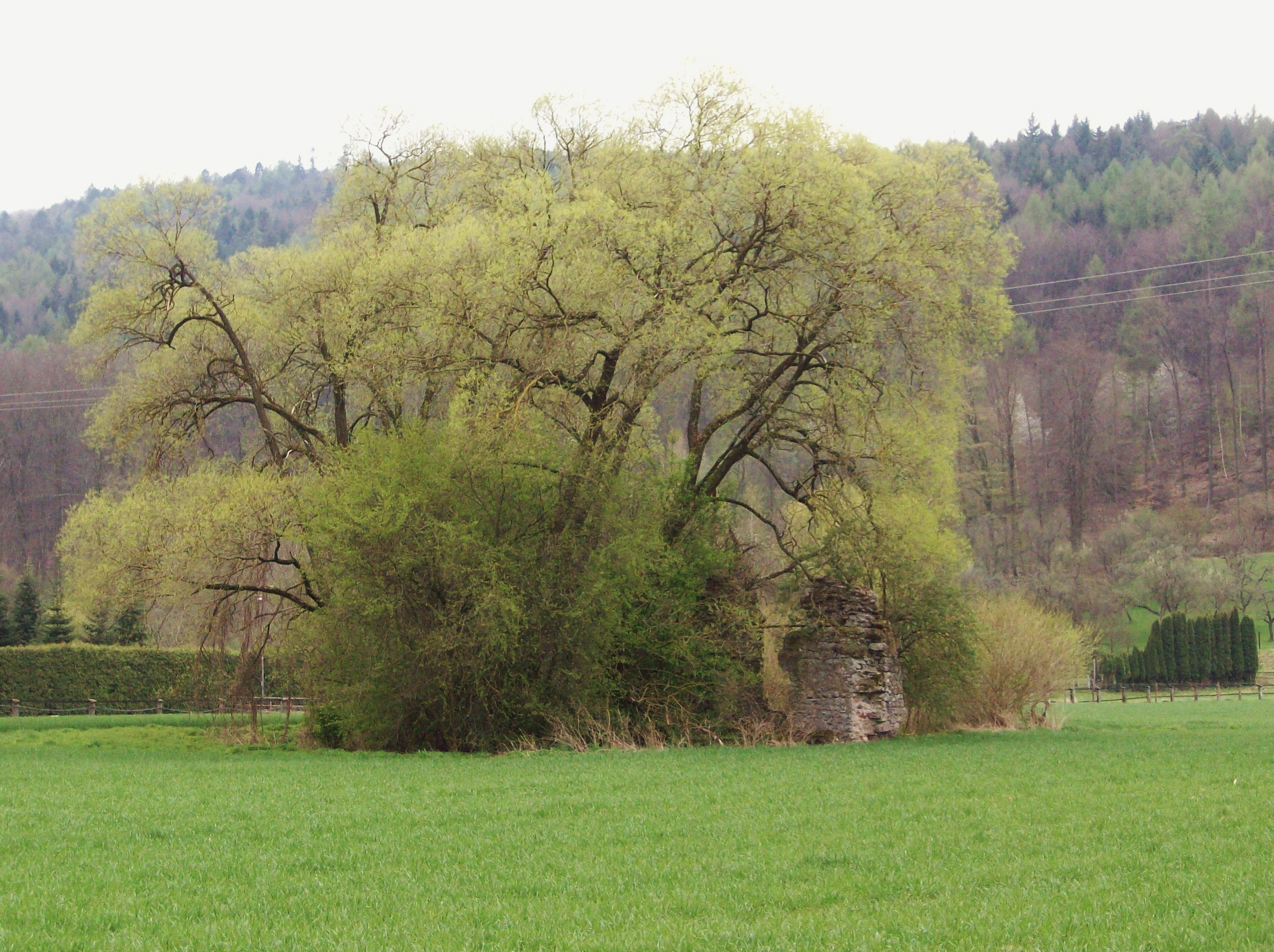
Reste der Bacheburg am Neustädter Hof bei Eisenbach

Obernburgs bewegte Geschichte wird durch die übrig gebliebenen Teile der Stadtbefestigung sichtbar. So können über einen Rundweg die geschleiften Befestigungsanlagen und die erhaltenen Türme besichtigt werden. Erhalten geblieben sind – im Uhrzeigersinn – das Obere Tor, der Täschenturm, der Runde Turm, der Hexenturm, das Untere Tor, der Gumpenturm und der Almosenturm. Sehenswert ist außerdem das Rathaus im Zentrum der Altstadt und die Annakapelle am ehemaligen Mühlbach. Als Geheimtipp gilt der Ausblick vom Mittleren Höhenweg – im Volksmund „Franzosenweg“ genannt – auf die Altstadt und das mittlere Maintal hinab.
Im Gemeindeteil Eisenbach steht die Barockkirche St. Johannes der Täufer.
Nahe der Einöde Neustädterhof gibt es Reste der mittelalterlichen Bacheburg.

### Kultur

#### Kleinkunstbühne
In Obernburg befindet sich die überregional bekannte Kleinkunstbühne Kochsmühle, auf der schon Kabarettisten wie Urban Priol, Ottfried Fischer und Django Asül aufgetreten sind.

#### Museen
Das Römermuseum Obernburg widmet sich den Spuren der römischen Besiedlung in Obernburg und Umgebung. Das Eisenbacher Heimatmuseum ist im ehemaligen neuen Rathaus des Stadtteils untergebracht.

#### Regelmäßige Veranstaltungen
- Seit 1517 wird in Obernburg am vor- oder nachfolgenden Sonntag des St.-Anna-Tag (26. Juli) jährlich das Anna-Fest begangen.[62]
- Jedes Jahr am dritten Juli-Wochenende wird im Stadtteil Eisenbach das Mirabellenfest gefeiert.
- Seit 1989 wird in Obernburg regelmäßig der Obernburger Mühlstein verliehen, ein Kleinkunstpreis für den Kabarettnachwuchs.
- Juli: Obernburger Jazznight

### Wanderwege

#### Radwanderwege
Durch das Stadtgebiet entlang des Mains führen folgende Radwanderwege:
- Der Deutsche Limes-Radweg führt von Bad Hönningen durch Westerwald, Taunus und Odenwald zum 818 Kilometer entfernten Regensburg und orientiert sich dabei am historischen  Verlauf des Obergermanisch-Raetischen Limes.
- Der Main-Radweg führt von den beiden Quellen des Mains entlang des Flusses bis zu dessen Mündung in den Rhein bei Mainz. Er hat eine Gesamtlänge von etwa 600 Kilometern.
- Die D-Route D5 (Saar-Mosel-Main). Sie führt über 1.021 Kilometer von Saarbrücken über Trier, Koblenz, Mainz, Frankfurt am Main, Würzburg und Bayreuth bis zur tschechischen Grenze.
- Weiter an der Mümling verläuft der 225 km lange 3-Länder-Radweg führt als Rundweg durch das Dreiländereck von Hessen, Baden-Württemberg und Bayern. Entlang von Mümling, Neckar und Main erkundet die Route den Odenwald. Teil dieser Route ist der 75 Kilometer lange Mümling-Radweg der Obernburg mit Hirschhorn am Neckar verbindet.
- Seit 2012 gibt es zwei attraktive Mountainbike-Strecken.

#### Wanderwege
- Seit 1990 führt der Fränkische Rotweinwanderweg durch Obernburgs Altstadt.
- Durch Obernburg führt der Europäische Wanderweg E8, welcher von Dursey Head in Irland bis nach Istanbul in der Türkei verläuft.
- Zahlreiche ausgeschilderte Wanderwege führen außerdem durch den Stadtwald.

## Sport
In Obernburg gibt es eine Vielzahl an Sportanlagen. In der Stadt Obernburg sind dies die Valentin-Ballmann-Halle mit dem angeschlossenen Sportzentrum an der Volksschule. Die Tennishalle und -plätze am Salztrögweg, die Kegelbahn der Salztrögstuben und der Skate- und Parcourpark an der Wendelinuskapelle. In Eisenbach findet man die Sport- und Kulturhalle, welche sich in direkter Nachbarschaft zu den Sportplätzen des TSV Olympia Eisenbach in der Wiesentalstraße befindet. Außerdem befinden sich in Obernburg zwei Schießsportanlagen – die der Schützengesellschaft Eisenbach und die der Schützengesellschaft Wilhelm Tell – sowie eine Reitanlage am Neustädter Hof. Auch findet seit 2006 am Sonntag nach Christi Himmelfahrt (Mai/Juni) der sogenannte „Römerlauf“ mit über 1000 Teilnehmern in Obernburg statt.

### Handball
Der Sportverein Turn- und Sportgemeinde Obernburg 1879 e. V. (TUSPO) ist vor allem bekannt durch seine Handballabteilung, deren erste Männermannschaft zeitweise in der zweiten Bundesliga spielte.

### Ringen
Außer der TUSPO kamen einige Aktive des seit 1904 bestehenden Stemm- und Ringclub Jugendkraft 1904 Obernburg (SRC Obernburg) zu deutschen und internationalen Meistertiteln.

### Fußball
In Obernburg konkurrierten ursprünglich zwei Fußballmannschaften um die lokale Vorherrschaft – der TSV Olympia aus dem Stadtteil Eisenbach und die Fußballabteilung der TUSPO Obernburg. Nach der Abmeldung der letzten Männermannschaft der TUSPO wird seit 2015 nur noch in Eisenbach Fußball gespielt. Besonders stolz ist man dort auf die erfolgreiche, regionale Jugendarbeit, welche 2016 in einer Kooperation mit den Kickers Offenbach mündete.

## Persönlichkeiten

### Söhne und Töchter der Stadt

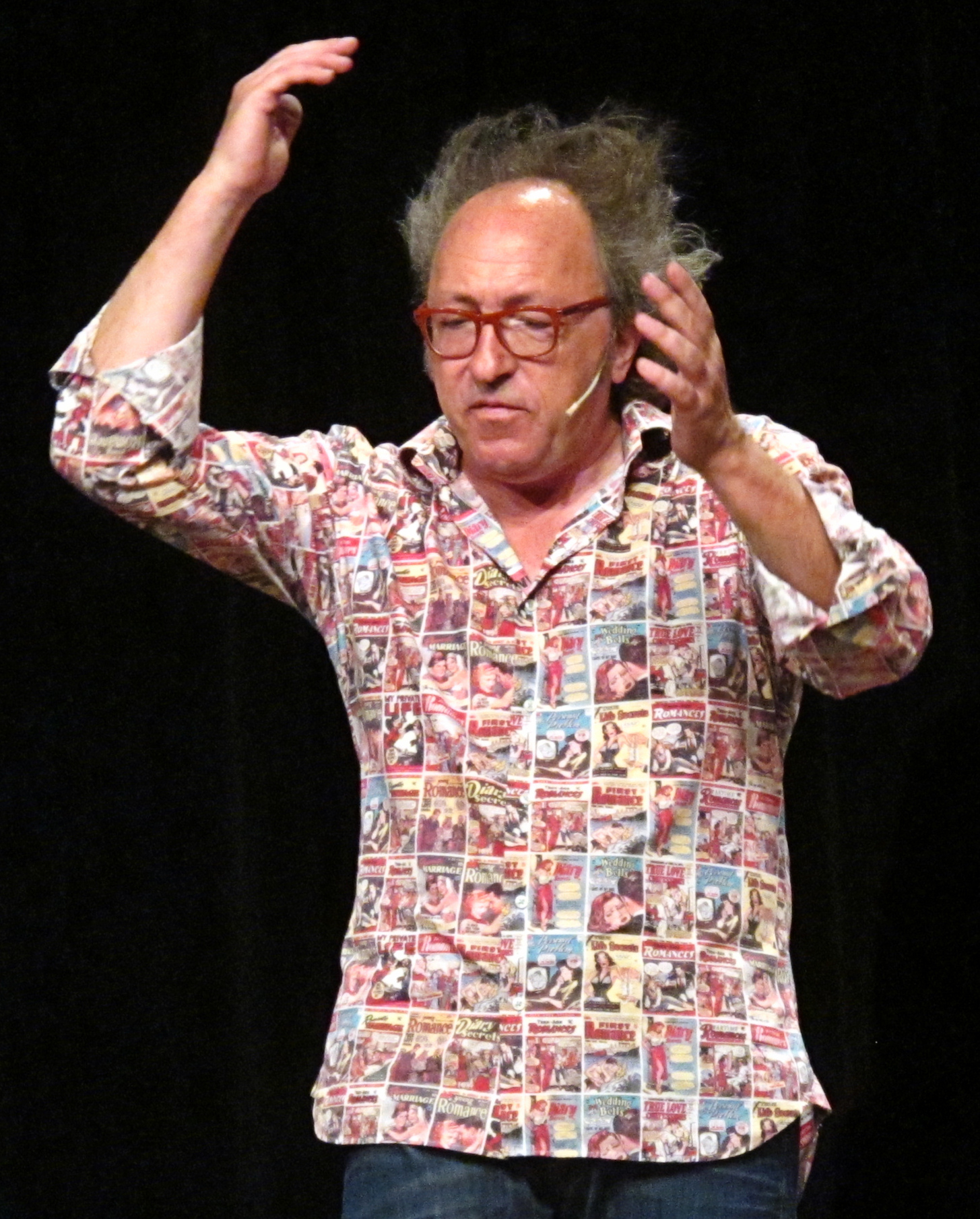
Urban Priol

- Johannes Obernburger (um 1486–1552), leitender Kanzleisekretär Kaisers Karl V.
- Peter Obernburger (um 1490–1553), Kleriker
- Adam Lux (1765–1793), Revolutionär zur Zeit der Französischen Revolution
- Johann Philipp Neumann, nach Böhmen (Prachatice) ausgewandert, Vater des Hl. Bischofs Johann Nepomuk Neumann
- Jacob Schmitt (1803–1853), Klavierlehrer und Komponist
- August Schnatz (1872–1973), Baumeister, Ehrenbürger der Stadt Obernburg
- Franz Müller (1886–1945), Landrat im Landkreis Straubing
- Josef Knecht (1897–1980), Verleger
- Wendelin Imhof (* 1932), Architekt und Erster Bürgermeister von Obernburg (CSU)
- Charlotte Marian (* 1937), Schlagersängerin
- Wolfgang Zöller (* 1942), Stellvertretender Vorsitzender der CDU/CSU-Bundestagsfraktion
- Thomas Aretz (* 1948), Schwimmer und Olympiateilnehmer
- Gitti und Erika (* 1958 beziehungsweise * 1956), Gesangsduo
- Ulrich Eichhorn (* 1961), Automanager und Leiter des Konzernbereichs Forschung und Entwicklung der Volkswagen AG

### Weitere Persönlichkeiten
- Urban Priol (* 1961), Kabarettist
- Eva-Maria Grein von Friedl (* 1980), Schauspielerin
- Miriam Clark (* 1980), Sopranistin, Opernsängerin, aufgewachsen in Obernburg[70]
- Sabine Englert (* 1981), Profihandballerin, Nationalspielerin
- Dominik Klein (* 1983), Profihandballer, Nationalspieler

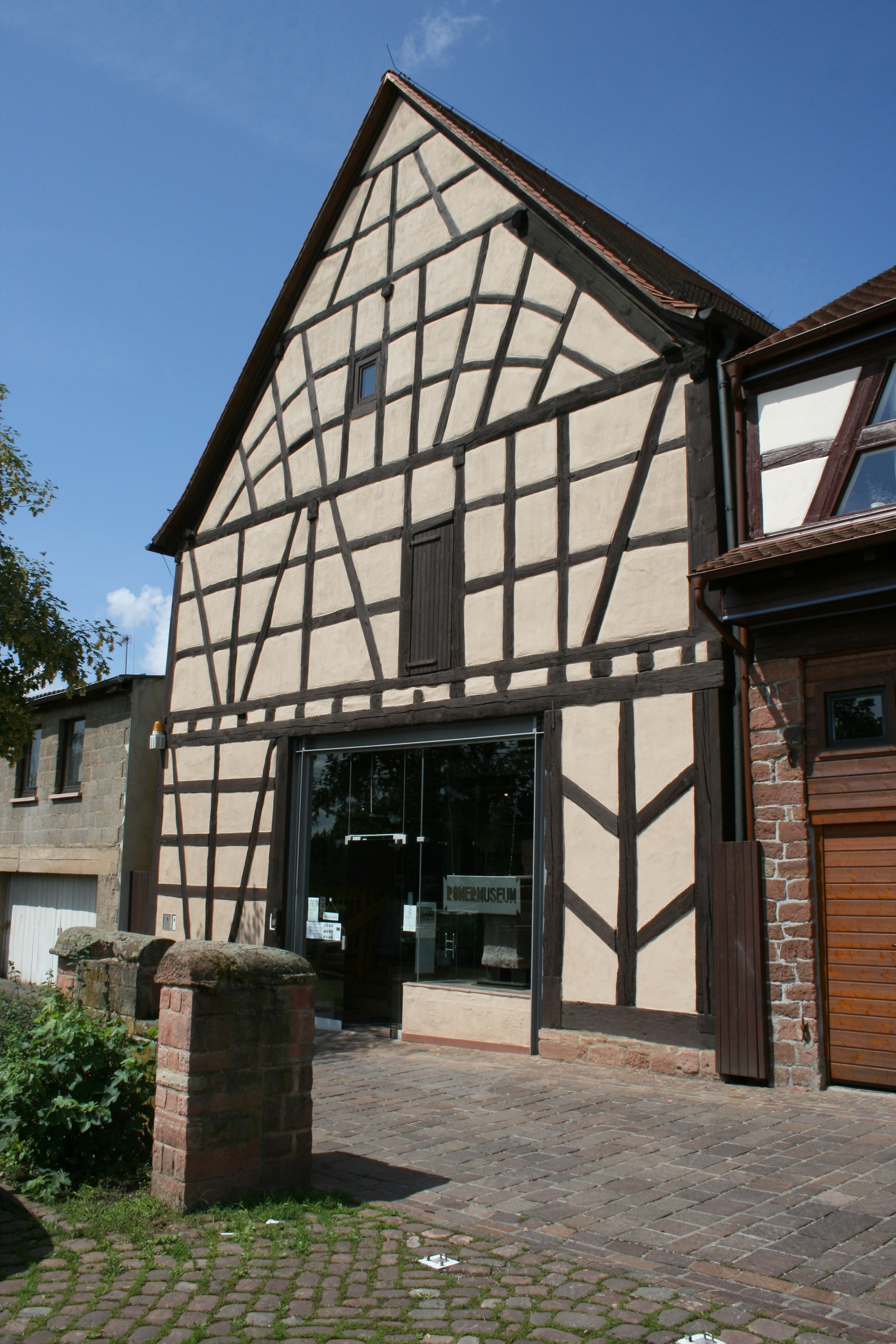
Römermuseum Obernburg
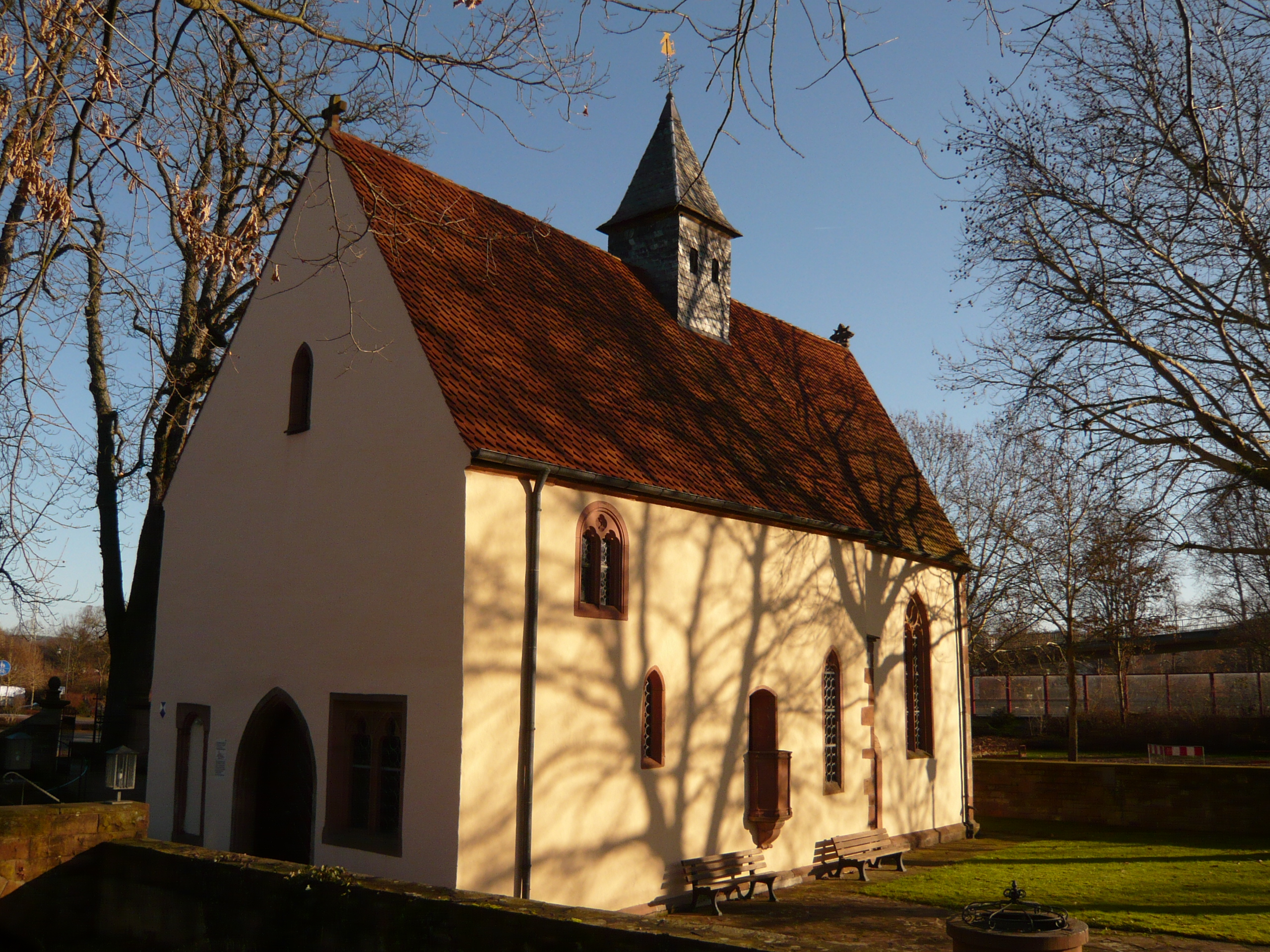
Annakapelle
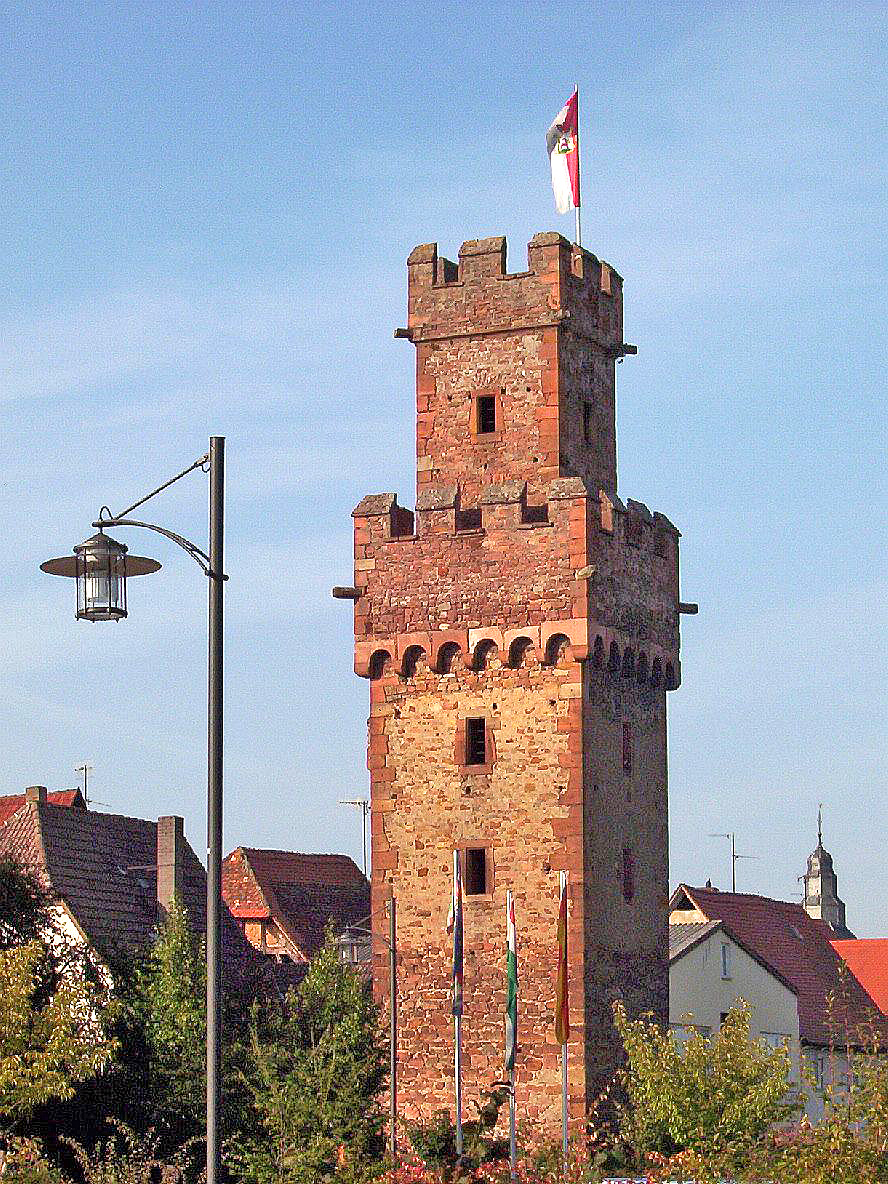
Almosenturm
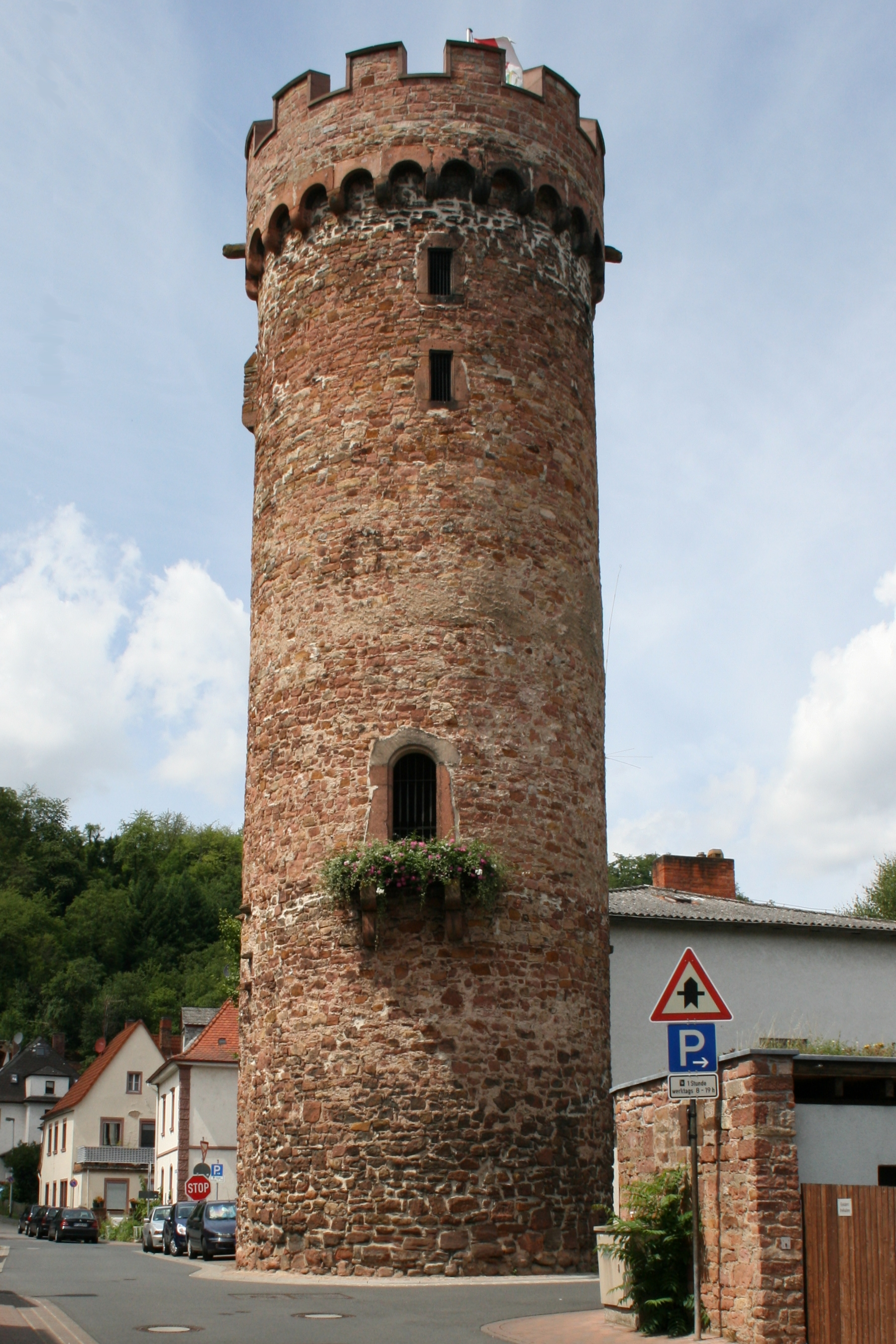
Runder Turm
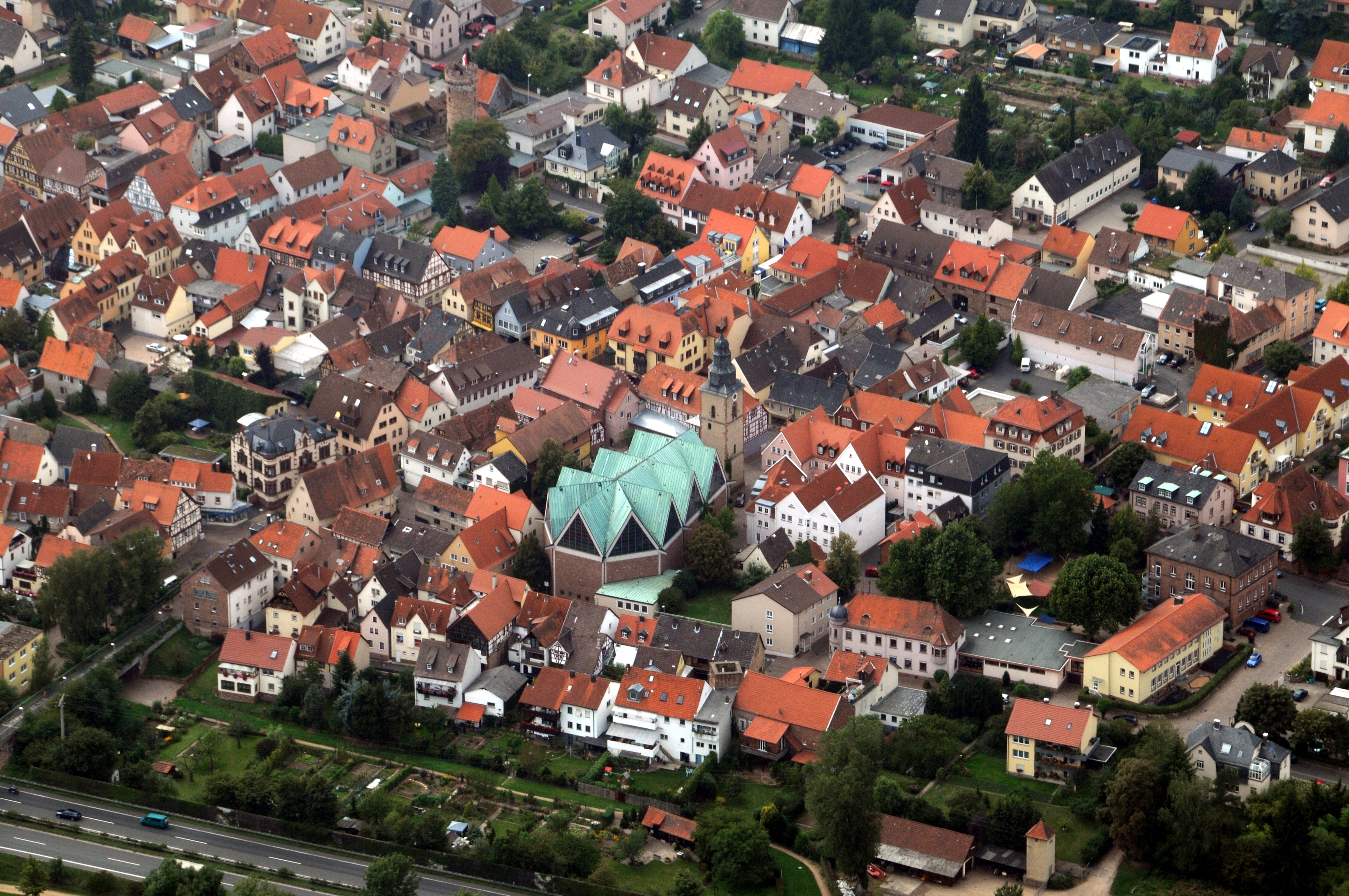
Stadtzentrum

## Kurioses
Die Obernburger wurden von der ländlichen Umgebung Stadtbauern genannt. Sie wurden aber auch Handumme genannt. Wie andernorts aus einem Johann Adam ein Handam wurde, so wurde im Obernburger Dialekt aus einem Hans Thomas ein Handumme. Johann Thomas war früher sehr oft eine Namensgebung in Obernburg, auch der berühmte Sohn der Stadt Johann Thomas Schmid, der sich Johannes Obernburger (1500–1552) nannte und als Doktor der Rechte, Geheimsekretär Kaiser Karl V. war.